# 하네-hane-
《날개-hane-》(일본어: 羽-hane-)란 KOTOKO의 1집 앨범을 말한다.

## 개요
KOTOKO의 메이저 데뷔 앨범. 데뷔 이전 데뷔 싱글을 발매한 바 없이 바로 나온 싱글로 인디 시절 발매했던 앨범에 수록했던 곡을 이번에 재수록해 발매한 것. 초회판은 타이틀 곡의 PV와 메이킹 필름 등이 수록된 DVD가 동봉. 슬립 케이스로 포장되어 있다. 한곡 한곡의 길이가 긴 것이 특징으로 수록 곡 중 4곡이 7분을 넘는다. 슬로우 템포의 곡이 대부분인 것도 특징.

## 수록 곡
1. Introduction (0:58)
  - 작곡 : 이우치 마이코, 편곡 : 다카세 가즈야・나카자와 도모유키
  - 도입 곡.
2. Asura (5:23)
  - 작사 : KOTOKO, 작곡・편곡 : 다카세 가즈야
3. 冬の雫 (7:07)
  - 작사・작곡 : KOTOKO, 편곡 : 다카세 가즈야
  - 특전 DVD에는 이 곡의 녹음 과정을 촬영한 영상이 수록되어 있다.
4. 疾風雲 (7:06)
  - 작사・작곡 : KOTOKO, 편곡 : 다카세 가즈야・나카자와 도모유키
  - KOTOKO의 싱글 (메이저 데뷔 전 작품)〈空を飛べたら…〉〈hitorigoto〉에도 수록되어 있으며 이번이 3번째 수록.
5. Gratitude ~大きな栗の木の下で~ (4:36)
  - 작사 : KOTOKO, 작곡・편곡 : 나카자와 도모유키
  - KOTOKO의 생가에 있는 밤나무의 이름에서 제목을 따온 것.
  - 라디오 방송 〈KOTOKOノコト〉 초기 OP곡.
6. 幻影 (4:26)
  - 작사・작곡 : KOTOKO, 편곡 : SORMA III
7. 痛いよ (4:48)
  - 작사・작곡 : KOTOKO, 편곡 : Fish Tone
8. ひとりごと (6:47)
  - 작사・작곡 : KOTOKO, 편곡 : 다카세 가즈야
  - 疾風雲과 상동. 〈hitorigoto〉수록곡. 단 가사가 약간 바뀌어 있다.
9. 声が届くなら (7:20)
  - 작사 ・작곡 : KOTOKO, 편곡 : C.G mix
10. Lament (5:47)
  - 작사 : KOTOKO, 작곡・편곡 : 다카세 가즈야
  - I've Girls compilation 4 〈LAMENT〉의 타이틀 곡
  - 원곡과 음원이 다름.
11. 足あと (5:25)
  - 작사・작곡 : KOTOKO, 편곡 : 나카자와 도모유키
12. 羽 (7:39)
  - 작사・작곡 : KOTOKO, 편곡 : 다카세 가즈야
  - 〈Anime TV〉 엔딩 테마
  - 타이틀 곡. 인디 시절 앨범 〈空を飛べたら…〉수록 곡
13. カナリヤ-SORMA No.3 Re-mix- (5:13)
  - 작사・작곡 : KOTOKO, 편곡 : SORMA III
  - 〈空を飛べたら…〉에 수록된 〈カナリヤ〉의 리믹스 버전

## 북미 판
북미에는 2006년 6월 20일 HANE라는 제목으로 발매되었다.

### 수록 곡
1. Introduction
  - Music by Maiko Icuhi、Arranged by Kazuya Takase and Tomoyuki Nakazawa
2. Asura
  - Lyrics by KOTOKO、Music and Arranged by Kazuya Takase
3. Droplets of Winter
  - Lyrics and Music by KOTOKO、Arranged by Kazuya Takase
4. Whirlwind Clouds
  - Lyrics and Music by KOTOKO、Arranged by Kazuya Takase and Tomoyuki Nakazawa
5. Under a Large Chesnut Tree
  - Lyrics by KOTOKO、Music and Arranged by Tomoyuki Nakazawa
6. Illusion
  - Lyrics and Music by KOTOKO、Arranged by SORMA III
7. It Hurts
  - Lyrics and Music by KOTOKO、Arranged by Fish Tone
8. Soliloquy
  - Lyrics and Music by KOTOKO、Arranged by Kazuya Takase
9. If My Voice Is To Be Heard
  - Lyrics and Music by KOTOKO、Arranged by C.G mix
10. Lament
  - Lyrics by KOTOKO、Music and Arranged by Kazuya Takase
11. Footprint
  - Lyrics and Music by KOTOKO、Arranged by Tomoyuki Nakazawa
12. Wings
  - Lyrics and Music by KOTOKO、Arranged by Kazuya Takase
13. Canary
  - Lyrics and Music by KOTOKO、Arranged by SORMA III